# Grzęda (drób)
Grzęda – pozioma żerdź, drążek, z przeznaczeniem do siedzenia (odpoczynku i spania) ptactwu domowemu, zwłaszcza kurom. 
Grzędy na ogół montowane są w kurnikach.